# Arredol
Arredol (en castellano: Alrededor) fue una publicación digital de información general en aragonés. Creada el 19 de septiembre de 2011, un año después de la muerte de Labordeta,su último artículo se escribió en el año 2016. Fue el primer medio de comunicación enteramente escrito en aragonés. Con una redacción que en un primer momento constaba de tres personas, sus promotores quisieron que la gente también participará en el proyecto enviando artículos, noticias, imágenes, y otros materiales.
La grafía que se utilizó fue la de la Academia de l'Aragonés.
La primera edición de este diario fue realizada por Chorche Romance, Lucía López y Carlos García, con apoyo y artículos de gente como Quim Monzó, Antón Castro, Eduardo Lolumo, Gonzalo González, Pepín Banzo o Daniel Torres Burriel.
El diario se publicó bajo licencia Creative Commons.
El logo del periódico es obra de Laira Gonzalo.